# Новосельцевское сельское поселение (Томская область)
Новосельцевское се́льское поселе́ние — муниципальное образование в Парабельском районе Томской области Российской Федерации.
Административный центр — село Новосельцево.

## История
Статус и границы сельского поселения установлены Законом Томской области от 15 октября 2004 года № 225-ОЗ О наделении статусом муниципального района, сельского поселения и установлении границ муниципальных образований на территории Парабельского района.

## Население
| 2002 | 2010 | 2012 | 2013 | 2014 | 2015 | 2016 |
| ---- | ---- | ---- | ---- | ---- | ---- | ---- |
| 976  | ↘905 | ↘892 | ↘885 | ↘873 | ↘866 | ↘858 |
| 2017 | 2018 | 2019 | 2020 | 2021 |      |      |
| ↘852 | ↘843 | ↘824 | ↘823 | ↗844 |      |      |

## Состав сельского поселения
| № | Населённый пункт | Тип населённого пункта       | Население |
| - | ---------------- | ---------------------------- | --------- |
| 1 | Басмасово        | село                         | ↘1        |
| 2 | Верхняя Чигара   | деревня                      | ↗22       |
| 3 | Ласкино          | деревня                      | →0        |
| 4 | Малое Нестерово  | деревня                      | ↘137      |
| 5 | Нижняя Чигара    | деревня                      | ↘155      |
| 6 | Новосельцево     | село, административный центр | ↘489      |
| 7 | Перемитино       | деревня                      | ↗40       |